# Năvîrneț, Fălești
Năvîrneț este un sat din raionul Fălești, Republica Moldova. Conform recensământului din anul 2014, populația este de 2.505 locuitori, în scădere, față de 2.750 de oameni cât s-au declarat în 2004. Distanța directă până la orașul Fălești este de 16 km. Distanța directă până la orașul Chișinău este de 155 km.

## Istorie
Năvîrneț a fost menționat pentru prima data în 1616:
„Copie de pe cea adevarată.

Suretul ispisocului de împărțire, de la Radu Vodă, din anii 7125 <1616> Noemvrie 25.

Venit-au înaintea noastră și înaintea tuturor boierilor noștri, sluga noastră Pătrașcu Ciolpan și cu frații lui, Dumitru Șuvarav și cu nepoții și feciorii surorii lor ...

...

Și s'au venit, în partea fratelui lor celui mai mic, lui Gheorghe Vărav, giumătate de sat din Șchee, giumatate, și din giumatate de haleșteu, giumatate, și dintr'o moară giumatate, ce sunt intr'acel iaz, două mori, și giumătate de sat din Ruginoși, și a patra parte din giumatate din sat din Broșteni, și a patra parte din sat din Socol, dela Nistru, și a patra parte din sat din Alcidar, și a patra parte din sat din Năvârneți, ce sunt în ținutul Iașilor, pe Uscata, și a patra parte din helișteu, pe Uscata, și trei fălci de vie, în Dealul lui Vodă și trei sălașe de țigani, anume Badea, cu femeia și cu feciorii lor, și Frânca și cu feciorii ei, Sora Badii, și Pilat cu femeia sa și cu feciorii lor.

...

Pentru aceia, și domnia mea, dacă am văzut între dânșii, de a lor bunăvoie învoială și tocmeală, noi încă, dela noi, am dat lor și am întărit, cu acestea, ce scrie mai în sus, sate și vii și țigani, ca să le fie și dela noi, cu tot venitul, și așa să nu aibă alții amesteca niciodată, nici din feciorii lor, nici din nepoții lor, care au aceștia toți patru frați câte un ispisoc, întru ale sale mâni, ce sânt pe ale sale părți.”

## Administrație și politică
Componența Consiliului local Năvârneți (11 consilieri), ales la 5 noiembrie 2023, este următoarea:
|  | Partid                           | Consilieri | Componență | Componență | Componență | Componență | Componență | Componență | Componență | Componență | Componență |
|  | -------------------------------- | ---------- | ---------- | ---------- | ---------- | ---------- | ---------- | ---------- | ---------- | ---------- | ---------- |
|  | Partidul „Renaștere”             | 9          |            |            |            |            |            |            |            |            |            |
|  | Partidul Acțiune și Solidaritate | 2          |            |            |            |            |            |            |            |            |            |

## Personalități
- Gheorghe Boghiu (n. 26 octombrie 1981) -  fotbalist moldovean .
- Dumitru Pulbere (n. 22 februarie 1952) - jurist, fost președinte al Curții Constituționale a Republicii Moldova
- Igor Dolea (n. 17 iulie 1962) - jurist, fost judecător al Curții Constituționale a Republicii Moldova